# Yunnan
 Yunnan (?·pàg.) (xinès tradicional: 雲南, xinès simplificat: 云南, pinyin: Yúnnán "sud dels núvols") és una província de la República Popular de la Xina, situada al sud-oest del país. Limita al nord i est amb Sichuan, Guizhou i la Regió Autònoma de Guangxi, al nord-oest amb la Regió Autònoma del Tibet, al sud amb els estats de Kachin i Shan (Myanmar), Laos i el Vietnam, i a l'oest amb l'Índia.

## Geografia

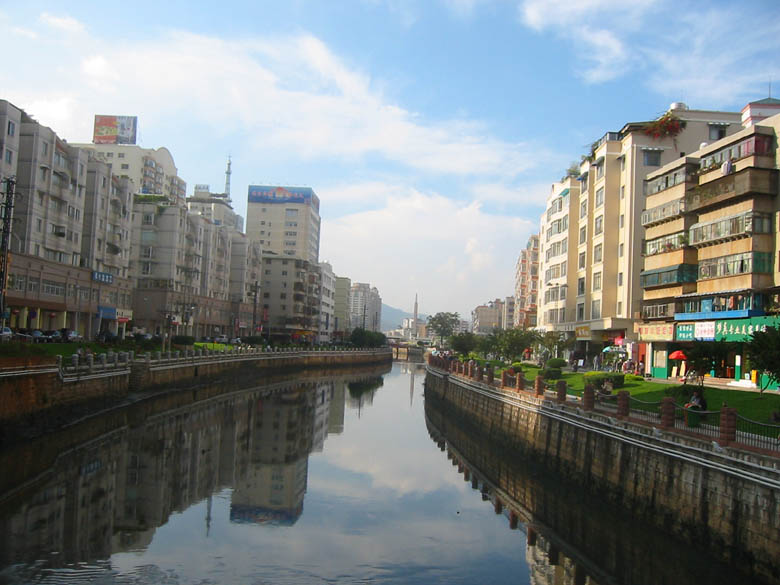
Canal a Kunming

La geografia del Yunnan és molt variada: muntanyenca en la zona fronterera amb el Tibet i amb grans valls en les terres baixes.
El punt més alt de la província és el Pic Kagebo de 6.740 metres d'altitud mentre que el més baix se situa en la vall del riu Honghe a una altitud de 76,4 metres sobre el nivell del mar.

## Població
La seva població està formada per més de 20 ètnies diferents, entre les quals destaquen els miao, bai, yi, hani i dai. Cadascun d'aquests grups està format com a mínim per 8.000 persones. Algunes d'aquestes minories viuen en comunitats pròpies, cadascuna d'aquestes amb més de 5.000 habitants.

## Economia
Els punts forts de l'economia de Yunnan són les indústries del tabac, la mineria i el turisme. La província té jaciments de més de 150 minerals diferents. És la major extractora de zinc, indi, titani i cadmi de tota la República Popular.

## Història
L'emperador Qin Shihuang va incloure Yunnan en la Xina unificada l'any 221 aC. La dinastia Han la va promocionar com centre comercial amb Myanmar i l'Índia.
A la meitat del segle VIII una tribu originària de la regió anomenada U-man (Bàrbars Negres) identificats amb els Qarajan del grup dels tais, va començar a actuar; es diu que a l'inici del segle IX van venir soldats "taji" (tadjiks en el sentit d'àrabs) per ajudar a la dinastia Tang i es van establir al Yunnan sent els primers musulmans de la província. Els U-man van arribar al poder el 937 fundant el regne de Nan Chao (Nanchao) amb capital a Tali. Sota els Song el regne de Nanchao fou suplantat pel regne de Tali que va subsistir durant 150 anys al mateix territori fins a la meitat del segle XIII.
Va seguir la dominació mongola quan el regne fou conquerit pel príncep reial Kubilai, abans de ser gran kan i un bon nombre dels seus soldats i mercaders d'Àsia occidental i uigurs es van instal·lar a la regió on ja hi havia musulmans. Khublai Khan, gran kan mongol a la Xina, va crear la província de Yunnan després del 1253 agafant al nom del comtat del Yunnan (que correspon a la moderna prefectura de Hsian-yun). El primer governador (1273) va ser Adjall Shams al-Din Umar (nascut a Bukharà vers 1211, mort 1279) que va estendre l'islam. La població musulmana es va concentrar a la part occidental de la província però la capital administrativa fou K'un-ming a la part oriental sent coneguda amb el temps com Yunnan-fu. Sota l'administració d'Adjall i els seus descendents els musulmans van prosperar al Yunnan però també a Ssu-ch'uan i a Shensi.Al segle xiv van començar a ser assimilats per la població local. A la caiguda de la dinastia Yuan el 1381 el primer emperador dels Ming, Ch'u Yüang-ch'uang va ordenar que els generals han i musulmans anessin a Yunnan a eliminar tot vestigi mongol i establir la sobirania Ming. Amb els Ming els musulmans foren integrats a la societat xinesa i es van sinitzar; els musulmans de les províncies properes van emigrar a Yunnan.
Al segle XVII la dinastia Ch'ing o manxú va succeir als Ming i es va establir la colonització dels pobles autòctons de Yunnan per part dels han i l'ètnia hui (xinesos musulmans). Llavors hi havia uns 800.000 musulmans (només hi havia més musulmans al Gansu). La pressió sobre els autòctons van produir diversos aixecaments de les minories durant el segle xviii i primer part del XIX, que veien amenaçades els seus costums per la gran immigració de colons xinesos. Aquest conflicte va acabar creant (segle xix) ficcions entre han i hui, especialment a la part occidental entorn de Yung-ch'eng fu (Pao-an); els musulmans no van tardar a revoltar-se i es van produir incidents el 1853; els incidents entre hui i han a Ch'u-hsiung el 1854 van marcar l'inici de la Gran Rebel·lió que va durar 18 anys. Les revoltes locals van acabar concentrades a Yunnan Fu (moderna Kunming) i a la regió occidental de Tali. Diverses revoltes locals es van unir a meitat del 1856 al Yunnan oriental i el gran imam Yusuf Ma (en xinès Ma Te-Hsing o Ma-Fu-Chu) fou escollit cap espiritual, però la direcció efectiva va quedar en mans dels seus deixebles, especialment Hsu Yuan-ji i un militar de carrera de nom Ma Ju-Lung. L'imam era un moderat que va expandir l'islam i va recomanar negociar, però Ma Ju-Lung era un oportunista.
Entre 1855 i 1862 els rebels van assetjar tres vegades Yunnan Fu i van causar moltes pèrdues als imperials i a les milícies xineses locals, però sense poder ocupar la ciutat. El governador de Yunnan va adoptar una política de perdó i pacificació donant alguns càrrecs i títols honorífics als caps rebels orientals. L'imam fou elevat a Beg de Yunnan (equivalent al Shaykh al-Islam otomà). Els rebels orientals van passar a ser lleials a la Xina i les seves pròpies forces manades per Ma Ju-Lung foren encarregades de reprimir la revolta a altres llocs (a l'oest). El cap rebel musulmà Tu Wen-Hsiu (conegut com a Sultan Sulayman), en canvi, exigia un estat musulmà independent dins la Xina. Els musulmans occidentals s'havien apoderat de Tali o Dali (1855) que havien convertit en capital d'un sultanat anomenat Ping-nan-kuo que vol dir "Regne Pacífic del Sud"; es va crear un tribunal islàmic per aplicar la xaria però només pels musulmans, i sense autoritat sobre els xinesos, als que es van aplicar les lleis vigents sota els Ming; es van crear moltes escoles islàmiques i es van produir moltes conversions voluntàries. Tu Wen-Hsiu va oferir un alt càrrec a la seva cort a Ma Ju-Lung i aquest va refusar al·legant que ja servia al gran imam Ma Te-Hsing, ara beg del Yunnan; hi havia també un conflicte ideològic: els rebels orientals eren conservadors oposats a les coses noves i a les reformes (moviment Kê-Ti-Mu, en àrab al-Kadim), i en canvi el sultà de Tali/Dali era reformista i tenia el suport de la secta progressista dels djahriyya, expulsada del Kansu (Gansu). El sultà Ma fou convidat a ser el cap espiritual del sultanat de Tali, però igualment va refusar. El moviment conservador Kê-Ti-Mu va donar suport als manxús contra els musulmans de Tali.
La manca d'armament modern, la defecció dels caps hans no musulmans del sultanat, i la manca de suport dels musulmans orientals, va provocar l'enfonsament del sultanat de Dali al cap de 8 anys. Als darrers anys el sultà va buscar suport als estats europeus i el 1872 una delegació del sultà dirigida pel seu fill adoptiu, príncep Hasan, va anar a Londres per comprar armament i obtenir reconeixement com a sultà feudatari de la reina Victòria; però el govern britànic estava negociant en aquell moment algunes concessions comercials amb el govern de Pequín i no va voler trencar les relacions amb els manxús i va abandonar el sultà. Aquest tampoc va aconseguir el suport del sultà otomà. La ciutat de Tali (Dali) va caure en mans dels imperials el gener del 1873, el que fou gairebé el final de l'anomenada revolta Panthay.
La comunitat musulmana local va quedar reduïda al silenci durant anys. Sota el Guomindang durant la república amb el triomf del comunistes el 1949 i l'inici de la política antireligiosa el 1950, la situació dels musulmans (hui) va empitjorar; l'estat es malfiava dels musulmans; la repressió i la discriminació no han pogut ser estudiades; el moment pitjor fou durant la revolució cultural; a Shadian, una vila musulmana propera a la frontera amb el Vietnam, centre religiós i cultural, els habitants van demanar la reobertura de les mesquites que el Partit Comunista va refusar i van enviar unitats de l'Exèrcit Popular d'Alliberament que va arrasar la població i va massacrar a unes 1.600 persones (dels quals 866 eren de la mateixa Shadian i la resta de pobles propers; però el 1979 a la caiguda de l'anomenada "Banda dels Quatre" els parents dels morts foren compensats, però el clima de desconfiança dels musulmans amb el govern és molt gran. Actualment hi ha més de 600 mesquites a la província. La majoria (90%) segueixen la vella tradició de l'islam o hanafisme.

## Punts turístics
- Dali, centre dels històrics regnes de Nanzhao i Dali.
- Jingong, centre de la minoria Dai.
- Lijiang, Patrimoni de la Humanitat, habitat per la minoria Naxi.
- Yuanyang, assentament de la minoria Hani.
- Shangri-La, ciutat ètnicament tibetana.